# Tuffi ai campionati mondiali di nuoto 2023 - Trampolino 1 metro femminile
La gara dei tuffi dal trampolino 1 metro femminile dei campionati mondiali di nuoto 2023 si è disputata tra il 14 e 15 luglio 2023 presso la Piscina della Prefettura di Fukuoka di Fukuoka. La gara, a cui hanno preso parte 44 atlete provenienti da 29 nazioni, si è svolta in due turni, in ognuno dei quali l'atleta ha eseguito una serie di cinque tuffi.
La competizione è stata vinta dalla tuffatrice cinese Lin Shan, mentre l'argento e il bronzo sono andati rispettivamente alla connazionale Li Yajie e alla messicana Arantxa Chávez.

## Programma
| Data           | Ora (UTC+9) | Turno       |
| -------------- | ----------- | ----------- |
| 14 luglio 2023 | 10:00       | Preliminari |
| 15 luglio 2023 | 15:00       | Finale      |

## Risultati
| Pos.    | Atleta                  | Nazionalità   | Preliminari | Preliminari | Finale          | Finale          |
| Pos.    | Atleta                  | Nazionalità   | Punti       | Pos.        | Punti           | Pos.            |
| ------- | ----------------------- | ------------- | ----------- | ----------- | --------------- | --------------- |
| Oro     | Lin Shan                | Cina          | 291,25      | 1           | 318,60          | 1               |
| Argento | Li Yajie                | Cina          | 283,35      | 2           | 306,35          | 2               |
| Bronzo  | Arantxa Chávez          | Messico       | 262,20      | 3           | 285,05          | 3               |
| 4       | Pamela Ware             | Canada        | 237,35      | 12          | 284,40          | 4               |
| 5       | Maha Eissa              | Egitto        | 237,60      | 11          | 264,55          | 5               |
| 6       | Chiara Pellacani        | Italia        | 243,45      | 5           | 260,85          | 6               |
| 7       | Hailey Hernandez        | Stati Uniti   | 239,40      | 10          | 259,20          | 7               |
| 8       | Michelle Heimberg       | Svizzera      | 251,90      | 4           | 258,35          | 8               |
| 9       | Georgia Sheehan         | Australia     | 242,25      | 6           | 256,75          | 9               |
| 10      | Jette Müller            | Germania      | 242,00      | 8           | 248,25          | 10              |
| 11      | Julia Vincent           | Sudafrica     | 242,25      | 6           | 227,05          | 11              |
| 12      | Elena Bertocchi         | Italia        | 239,55      | 9           | 215,10          | 12              |
| 13      | Elizabeth Roussel       | Nuova Zelanda | 235,65      | 13          | Non qualificate | Non qualificate |
| 14      | Kim Na-hyun             | Corea del Sud | 234,40      | 14          | Non qualificate | Non qualificate |
| 15      | Mia Vallée              | Canada        | 232,15      | 15          | Non qualificate | Non qualificate |
| 16      | Joslyn Oakley           | Stati Uniti   | 231,95      | 16          | Non qualificate | Non qualificate |
| 17      | Clare Cryan             | Irlanda       | 229,50      | 17          | Non qualificate | Non qualificate |
| 18      | Kaja Skrzek             | Polonia       | 229,45      | 18          | Non qualificate | Non qualificate |
| 19      | Kim Su-ji               | Corea del Sud | 229,40      | 19          | Non qualificate | Non qualificate |
| 20      | Lauren Hallaselkä       | Finlandia     | 227,50      | 20          | Non qualificate | Non qualificate |
| 21      | Elna Widerström         | Svezia        | 227,00      | 21          | Non qualificate | Non qualificate |
| 22      | Gladies Haga            | Indonesia     | 226,55      | 22          | Non qualificate | Non qualificate |
| 23      | Anna Santos             | Brasile       | 226,45      | 23          | Non qualificate | Non qualificate |
| 24      | Anisley García Navarro  | Cuba          | 226,30      | 24          | Non qualificate | Non qualificate |
| 25      | Nais Gilles             | Francia       | 225,15      | 25          | Non qualificate | Non qualificate |
| 26      | Luana Lira              | Brasile       | 224,35      | 26          | Non qualificate | Non qualificate |
| 27      | Brittany O'Brien        | Australia     | 221,45      | 27          | Non qualificate | Non qualificate |
| 28      | Džeja Patrika           | Lettonia      | 218,90      | 28          | Non qualificate | Non qualificate |
| 29      | Caroline Kupka          | Norvegia      | 217,00      | 29          | Non qualificate | Non qualificate |
| 30      | Helle Tuxen             | Norvegia      | 214,95      | 30          | Non qualificate | Non qualificate |
| 31      | Paola Pineda Vazquez    | Messico       | 214,25      | 31          | Non qualificate | Non qualificate |
| 32      | Elizabeth Pérez         | Venezuela     | 213,10      | 32          | Non qualificate | Non qualificate |
| 33      | Lena Hentschel          | Germania      | 212,00      | 33          | Non qualificate | Non qualificate |
| 34      | Daniela Zapata          | Colombia      | 210,70      | 34          | Non qualificate | Non qualificate |
| 35      | Ong Ker Ying            | Malaysia      | 204,30      | 35          | Non qualificate | Non qualificate |
| 36      | Bailey Heydra           | Sudafrica     | 202,00      | 36          | Non qualificate | Non qualificate |
| 37      | Emilia Nilsson Garip    | Svezia        | 199,95      | 37          | Non qualificate | Non qualificate |
| 38      | Ana Ricci               | Perù          | 199,35      | 38          | Non qualificate | Non qualificate |
| 39      | Amelie-Enya Forster     | Romania       | 190,85      | 39          | Non qualificate | Non qualificate |
| 40      | Rocío Velázquez         | Spagna        | 189,40      | 40          | Non qualificate | Non qualificate |
| 41      | Estilla Mosena          | Ungheria      | 186,90      | 41          | Non qualificate | Non qualificate |
| 42      | Patrícia Kun            | Ungheria      | 182,40      | 42          | Non qualificate | Non qualificate |
| 43      | Prisis Ruiz             | Cuba          | 181,15      | 43          | Non qualificate | Non qualificate |
| 44      | Kimberly Bong Qian Ping | Malaysia      | 178,40      | 44          | Non qualificate | Non qualificate |